# Gádor Emil
Gádor Emil (született Geiszler) (Pécs, 1911. november 3. – Budapest, 1998. január 6.) magyar festő.

## Élete, munkássága
Geiszler Adolf járási írnok és Rumsauer Emília gyermekeként született . Művészeti tanulmányait a budapesti Képzőművészeti Főiskolán végezte, ahol Glatz Oszkár, Rudnay Gyula és Varga Nándor Lajos
tanítványa volt. Ezt követően több kelet- és nyugat-európai országban járt tanulmányúton, de megfordult Egyiptomban, Kubában és a Szovjetunióban is. 1947-1958 között rajztanárként dolgozott Budapesten, majd 1958-1960-ban a Műcsarnok osztályvezetője volt.
Realisztikus felfogású városképeinek és csendéleteinek a szerkesztés konstruktivitása, illetve a színezés dekorativitása adott egyéni karaktert. Freskófestészettel is foglalkozott, több hazai templom (Nógrádbercel, Pölöskefő, Nagyharsány stb.) oltárképének kivitelezője.
Saját művészetéről egy, a 75. születésnapja alkalmából készült interjúban ekként vallottː

„Nem akartam soha a világot megváltani: ősi gyökerekben kapaszkodom, szeretem az életet, az engem körülfogó valóságot, a tájat s a tájban munkálkodó embert. Én ezeknek az embereknek dolgozom. Nem kaptam kitüntetéseket, nem vagyok újító és jelentős festő. De úgy érzem szeretnek – s nekem ez elég…
”

## Kiállításai
1943-tól 1997-ig csaknem 40 kisebb-nagyobb egyéni kiállítása volt itthon és külföldön (Hollandia, Svájc, Németország). 1957-ben és 1966-ban a budapesti Fényes Adolf Teremben vett részt gyűjteményes kiállításon.

## Díjai, elismerései
- A Szinyei Társaság kitüntető oklevele (1934)
- Alba Regia-díj (1959)
- Kiállítási és pályázati elismerések (1960, 1975, 1980)
- Janus Pannonius-érem (1965)
- Szocialista Kultúráért (1982)